# Touristenregion Kŭmgang-san

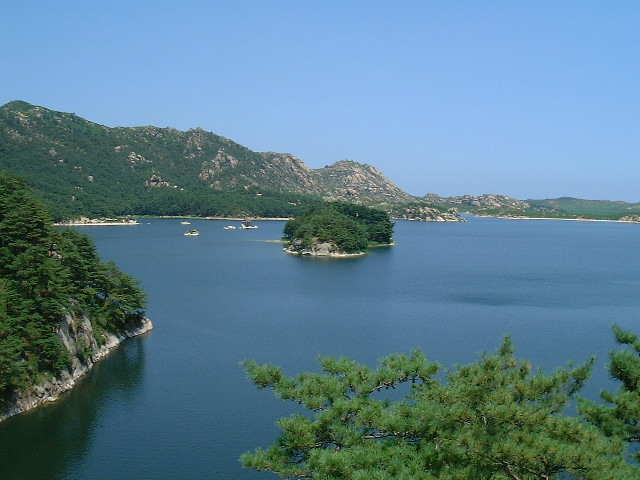
Samilpo-See

Die Touristenregion Kŭmgang-san ist eine besondere Verwaltungsregion in der nordkoreanischen Provinz Kangwŏn-do rund um den Kŭmgangsan („Diamantenberg“). Sie entstand 2002 für Tourismus aus Südkorea. Inzwischen besuchen kaum noch Touristen die Zone, und viele Hotels wurden abgerissen.

## Klima
Die Region befindet sich in der gemäßigten Klimazone. Die durchschnittliche Jahrestemperatur beträgt 11,0 Grad Celsius, die Jahresniederschlagsmenge 1580,8 Millimeter. Der wärmste Monat ist der August mit durchschnittlich 23,6 Grad Celsius, der kälteste der Januar mit −2,1 Grad Celsius im Mittel. Die durchschnittliche Niederschlagsmenge liegt zwischen 320,9 Millimetern im Monat August und 50,3 Millimetern im Dezember.
|                                      | Jan  | Feb  | Mär  | Apr  | Mai  | Jun   | Jul   | Aug   | Sep   | Okt   | Nov  | Dez  | Jahr   |
| ------------------------------------ | ---- | ---- | ---- | ---- | ---- | ----- | ----- | ----- | ----- | ----- | ---- | ---- | ------ |
| Durchschnittliche Temperatur (°C)    | −2,1 | −1,0 | 3,4  | 10,2 | 15,7 | 18,9  | 22,6  | 23,6  | 19,1  | 13,5  | 7,4  | 1,0  | 11,0   |
| Durchschnittlicher Niederschlag (mm) | 54,2 | 61,2 | 68,0 | 73,7 | 91,1 | 164,1 | 270,3 | 320,9 | 224,1 | 108,7 | 94,2 | 50,3 | 1580,8 |

## Geschichte
Die 530 Quadratkilometer große Bergregion, die die steuerfreie Verwaltungsregion Kŭmgang-san bildet, nimmt aus touristischer Sicht eine Sonderstellung ein. Sie war ein beliebtes Ziel auf diversen geführten Routen und dabei die einzige, die von Südkorea aus, natürlich unter strenger Isolation, per Schiff angefahren werden durfte. Diese Reiseroute wurde von der Hyundai Motor Company für Besucher aus Südkorea bedient. Zustande kam dies durch eine Vereinbarung zwischen Chung Ju-yung, dem damaligen Konzernchef von Hyundai und Kim Jong-il, dem damaligen Machthaber Nordkoreas, nachdem Chung Ju-yung im Juni 1998 Nordkorea 500 Rinder gespendet hatte.

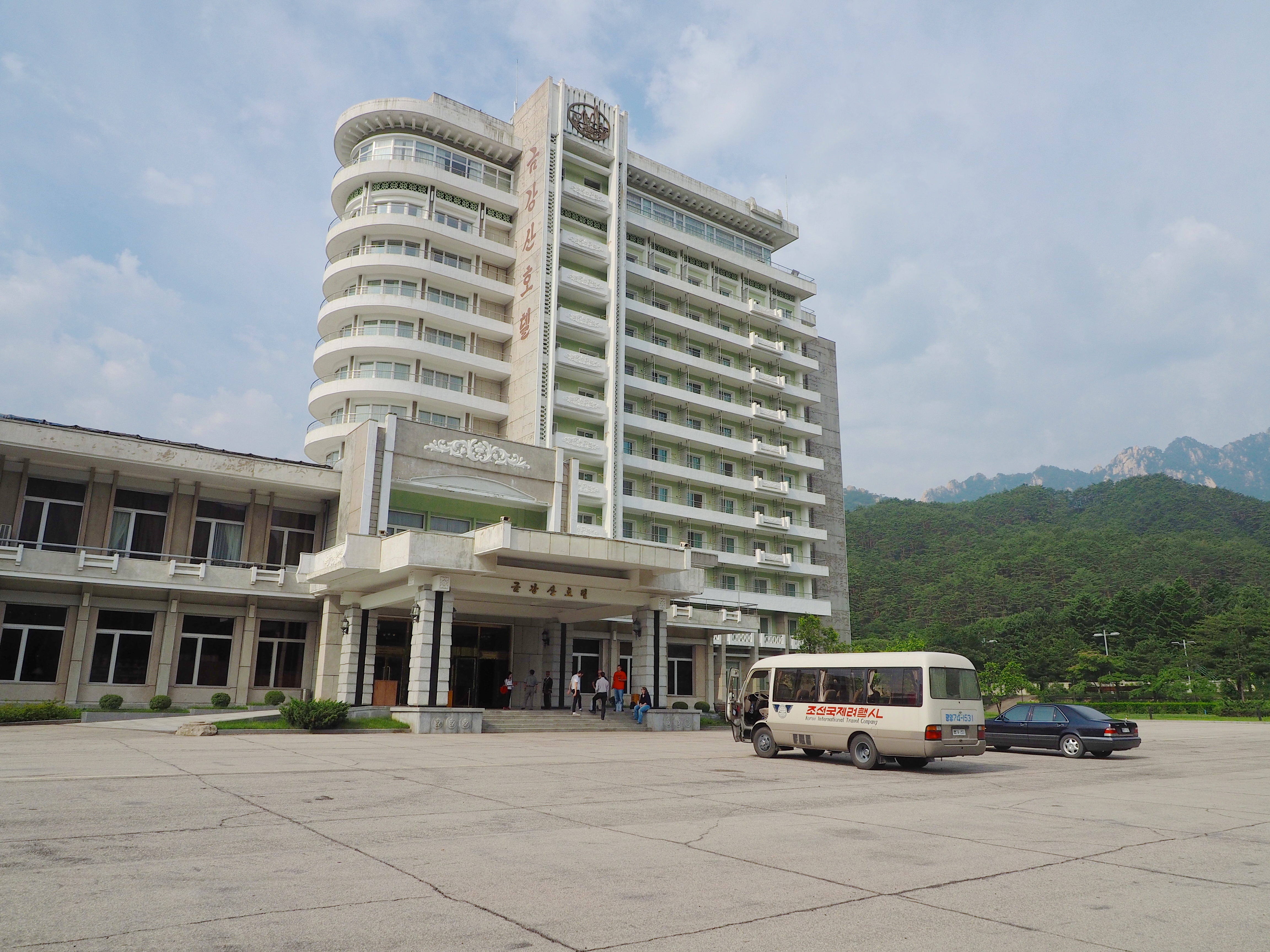
Kŭmgang-san Hotel

Für die Nutzung durch Touristen wurden in diesem Gebiet nicht nur herkömmliche Gebäude errichtet; es wurde auch ein in Vietnam erworbenes schwimmendes Hotel, das ursprünglich für Australien gebaut worden war, nach Nordkorea gebracht und als Hotel Haegumgang in einer Bucht vertäut (ehemaliger Liegeplatz).
Am 18. November 1998 brach das Reiseschiff Kŭmgang von Südkorea aus zur ersten Reise in Richtung des Kŭmgang-san auf. Bis Mitte 2008 besuchten über eine Million Südkoreaner die Region. Seit dem 11. Juli 2008 sind jedoch alle Reisen ausgesetzt, nachdem eine Südkoreanerin, die sich in ein militärisches Sperrgebiet verirrt hatte, von nordkoreanischen Soldaten erschossen wurde. Der genaue Verlauf des Vorfalls ist bis heute ungeklärt. Auch verweigert Nordkorea jegliche Zusammenarbeit zur Aufklärung. Nach dem Vorfall entließ Nordkorea alle südkoreanischen Arbeiter und unterband Touren aus Südkorea, wodurch der Tourismus zusammenbrach.
2010 begann Nordkorea südkoreanische Immobilien zu beschlagnahmen und entzog der südkoreanischen Immobilienfirma Hyundai Asan, die bis dahin für die Touren in das Gebiet zuständig war, das ausschließliche Recht auf das Tourismusgeschäft. 2011 wurde die Region in „Internationale Sondertourismuszone Kŭmgangsan“ umbenannt.
Schon 2015 wurde das Resort als „Geisterstadt“ beschrieben. Spätestens 2018 waren die meisten Einrichtungen in der Region wegen Besuchermangels geschlossen. Zur selben Zeit einigten sich der südkoreanische Präsident Moon Jae-in und Nordkoreas Diktator Kim Jong-un darauf, die Touren in die Region wieder aufzunehmen.
2019 beschloss Kim Jong-un den Abriss der von Südkorea erbauten Hotels, die durch nordkoreanische Bauten ersetzt werden sollen. Im Januar 2020 teilte die nordkoreanische Regierung mit, dass der Umbau des Geländes aufgrund der Coronavirus-Pandemie verschoben worden sei und versuchte nach den Grenzschließungen zu Beginn der Pandemie, den Tourismus durch Werbung wieder anzukurbeln.
Ende 2022 ließ sich auf Satellitenbildern erkennen, dass nun die Anlagen des Resorts, darunter einige Apartments, ein Museum und das schwimmende Hotel gemäß den Anweisungen Kim Jong-uns abgerissen wurden. Ein Neubau hat nicht stattgefunden.
Am 15. Januar 2024 gab Nordkorea bekannt, dass es die Mount Kumgang International Tourism Administration schließen wird. Reisen in das Gebiet werden jedoch von wenigen Reiseveranstaltern noch angeboten.

## Kultur und Sehenswürdigkeiten

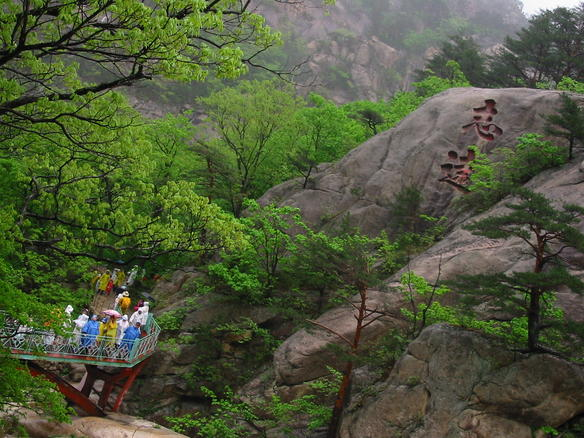
Weg zu den Kuryong-Wasserfällen

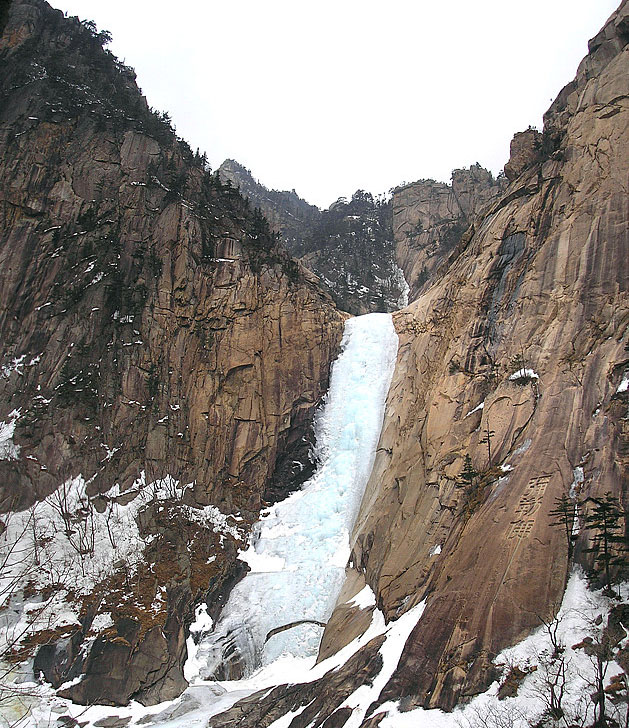
Die Kuryong-Wasserfälle am Kumgang-Berg

Die südkoreanische Immobilienfirma Hyundai Asan hatte in der Gebirgsregion die touristische Infrastruktur geschaffen. Bis zu dem Vorfall 2008 gab es mehrere Großrestaurants für die Abfertigung von hunderten Gästen gleichzeitig, ein traditionelles koreanisches Mega-Badehaus mit örtlicher Thermalquelle, eine große Veranstaltungshalle, in der der nordkoreanische Staatszirkus regelmäßig auftrat, und eine Anzahl Souvenirläden.

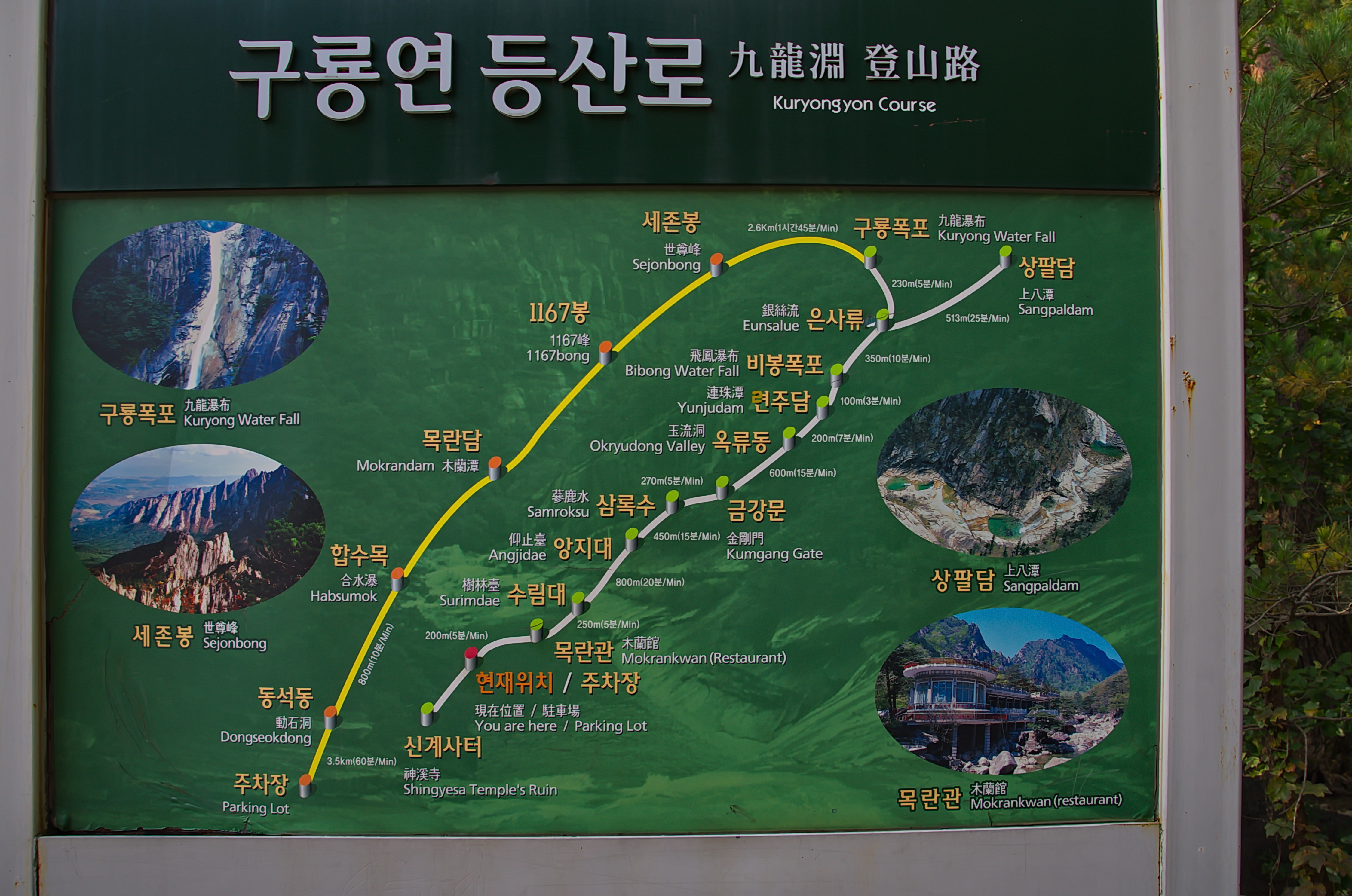
Örtliche Übersichtskarte (erstreckt sich auch über die Grenze zu Südkorea)

Die Touristenregion Kŭmgang-san gilt als eines der landschaftlich schönsten Gebiete der Koreanischen Halbinsel mit etwa 12.000 Bergspitzen, die die größtenteils unberührte bewaldete Region säumen.
Der 1.639 Meter hohe Piro-Berg, nicht zu verwechseln mit dem Piro im Myohang-san, ist die höchste Erhebung im Kŭmgangsan. In den Bergen befinden sich zahlreiche historische Tempel und Kultbauten, wie auch diverse Denkmäler für den früheren Diktator von Nordkorea, Kim Il-sung.